# 唐英 (清朝督陶官)

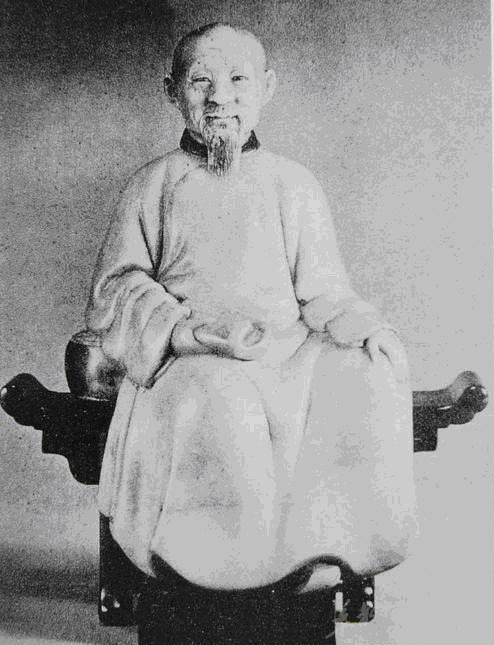
唐英

唐英（1682年—1756年），字俊公、隽公、又字叔子，號蝸寄居士、又号陶人、古柏先生，内务府汉军正白旗人，清朝雍正和乾隆時期內務府員外郎、造办处郎中，供职於養心殿造辦處，為江西景德鎮御窯廠的督陶官，以其對瓷器製作的卓越貢獻而聞名。唐英在任時期的景德镇御瓷製品，世稱「唐窯」，是中國歷代瓷器中之珍品。博學的唐英同時也在戲曲、繪畫、篆刻、詩詞等方面有所成就。

## 家族与旗籍
《钦定八旗通志》记载，唐英隶属于内务府满洲正白旗第四参领第二旗鼓佐领下；该佐领于康熙三十四年（1695年）编立，马虎为首任佐领；唐英任员外郎时，亦兼任该旗鼓佐领（第五任；其后任有䕶军㕘领曹宜、进士宜振之高祖杨作新）。后又任内务府满洲正黄旗第五参领下第四旗鼓佐领（第八任；接任为进士李質穎）。
家族系内务府正白旗汉姓满洲旗人。
- 曾祖唐应祖。“唐應祖，正白旗包衣旗鼓人，世居瀋陽地方，来歸年分無考。其曽孫唐英現任員外郎兼佐領”（载《八旗满洲氏族通谱》卷78）。又唐英撰写的《厂署珠山文昌阁碑记》（载《陶人心语》续卷五）所称：“予家从龙入关，历世五叶，隶旗百载”。
- 祖父承功，从龙入关，诰赠通议大夫。嫡妻解氏，继妻陈氏，俱赠淑人。
- 父为国（？-1688；生母解氏）。嫡妻郭氏，生母继妻董氏，俱赠淑人。有四子。
- 胞兄唐杰，七品官。唐士，先效力于本旗，后潇洒于林泉。
- 嫡妻赵氏，继妻马氏，诰封淑人。
- 子庚保，乾隆戊午科举人。
- 子文保，供职内务府。
- 子寅保，内务府佐领，乾隆十三年（1748年）戊辰科进士。孙儿書魯，妻王氏。曾孙女唐氏，嫁正白旗满洲、道光己丑进士文恪公葉赫那拉氏全慶（父嘉庆乙丑进士恭勤公那清安）。
- 女唐佳氏，嫁頭等侍衛宗室永晉（父已革泰郡王弘春，祖父恂勤郡王允禵即康熙帝第十四子）。
- 孙辈：唐景。

据载，唐氏祖茔地在今北京朝阳区金盏乡长店村。现存《唐公世墓碑》（拓片存北京国家图书馆）、《唐氏世墓碑》，均收集在北京奥林匹克公园“朝阳贞石园”碑林中。

## 督陶成就

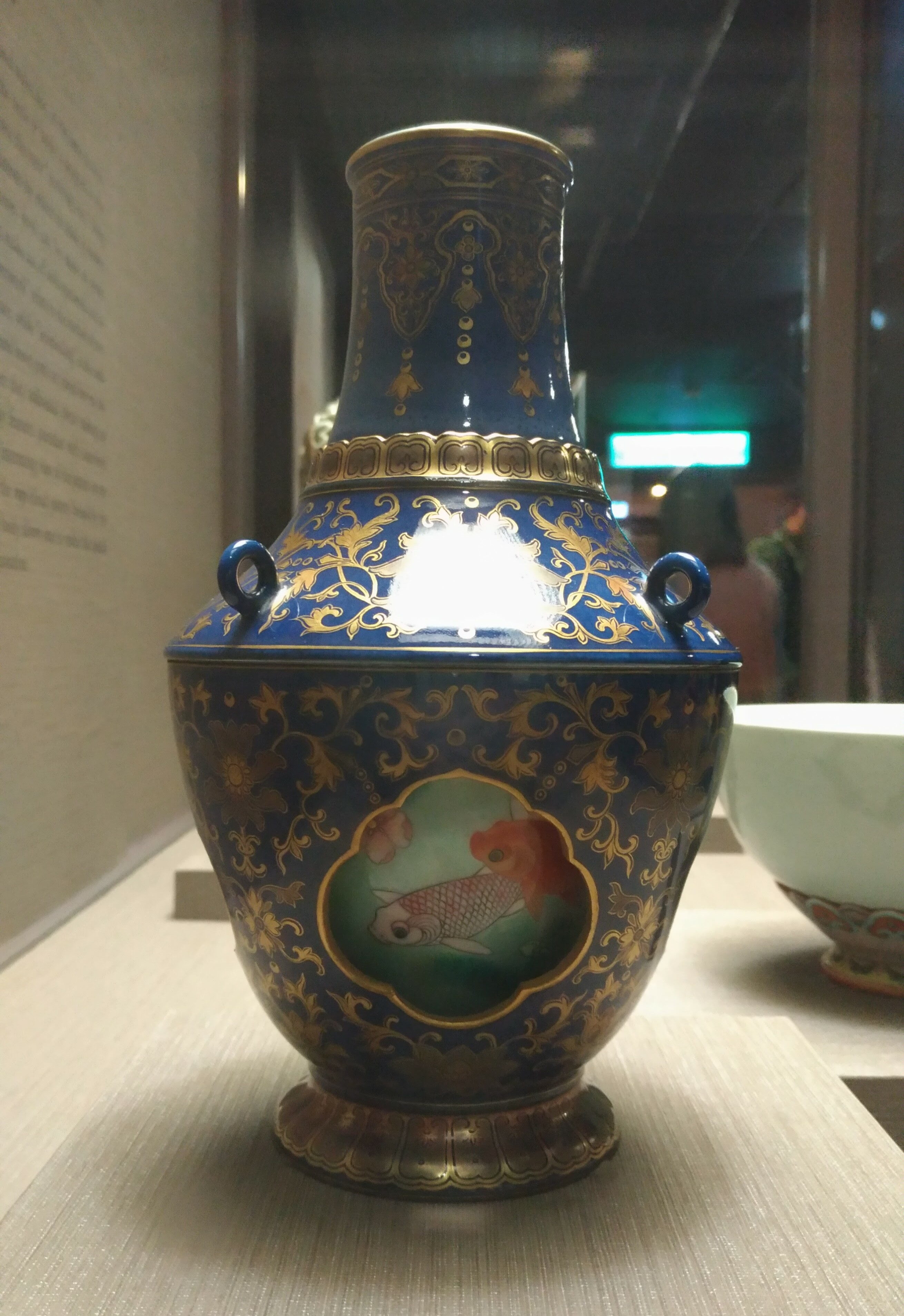
唐英監造霽青描金游魚轉心瓶，國立故宮博物院藏

雍正元年（1723），特授内务府员外郎。雍正六年（公元1728年），主管内务府的怡亲王胤祥授命，唐英被委任至景德鎮監督御窯（前任、督理淮安關年希尧）。後來，被遣至粵海關、淮安關監督。乾隆初期，調監九江關。後期再度復職御窯的督陶官，直至公元1756年奏請解任，並於同年去世。前前後後十餘年，是清朝在任最長的督陶官。據《清史稿》，說到唐英：「講求陶法，於泥土、釉料、坯胎、火候，具有心得，躬自指揮。」又指他體恤陶工，慎用公帑。他初抵景德鎮時，為徹底了解陶瓷，三年以來與陶工一同起居飲食。
唐英製造的瓷器稱「唐窯」，是清代乃至中國歷朝瓷器技藝的顛峰。唐窯馳名中外，無論於造型、彩繪、釉色、質地，都達到前所未有的高度。除創新之外，唐英所作的還包括仿製宋、明等過去官窯，以及各式地方窯如龍泉窯、宜興窯，還有仿外國的西洋、東洋器皿。乾隆以後，嘉慶年間的陶瓷也深受唐窯影響。“尝亲制书画诗，付窑陶成屏对，尤为奇绝”，说他生平及才艺皆略似旗人画家刘伴阮（刘源 (清朝)），但既富且寿（载李放《八旗画录》）。
有《陶冶圖編次》、《窯器肆考》、《陶務敘略》、《陶冶圖說》、《陶成紀事》、《瓷務事宜諭稿》等著作留傳後世。唐英於瓷器製品上的字畫，曾用唐英、俊公、俊公氏、雋公、叔子、蝸寄、蝸寄老人、陶成居士、沐齋居士、陶人、榷陶使者等署名。

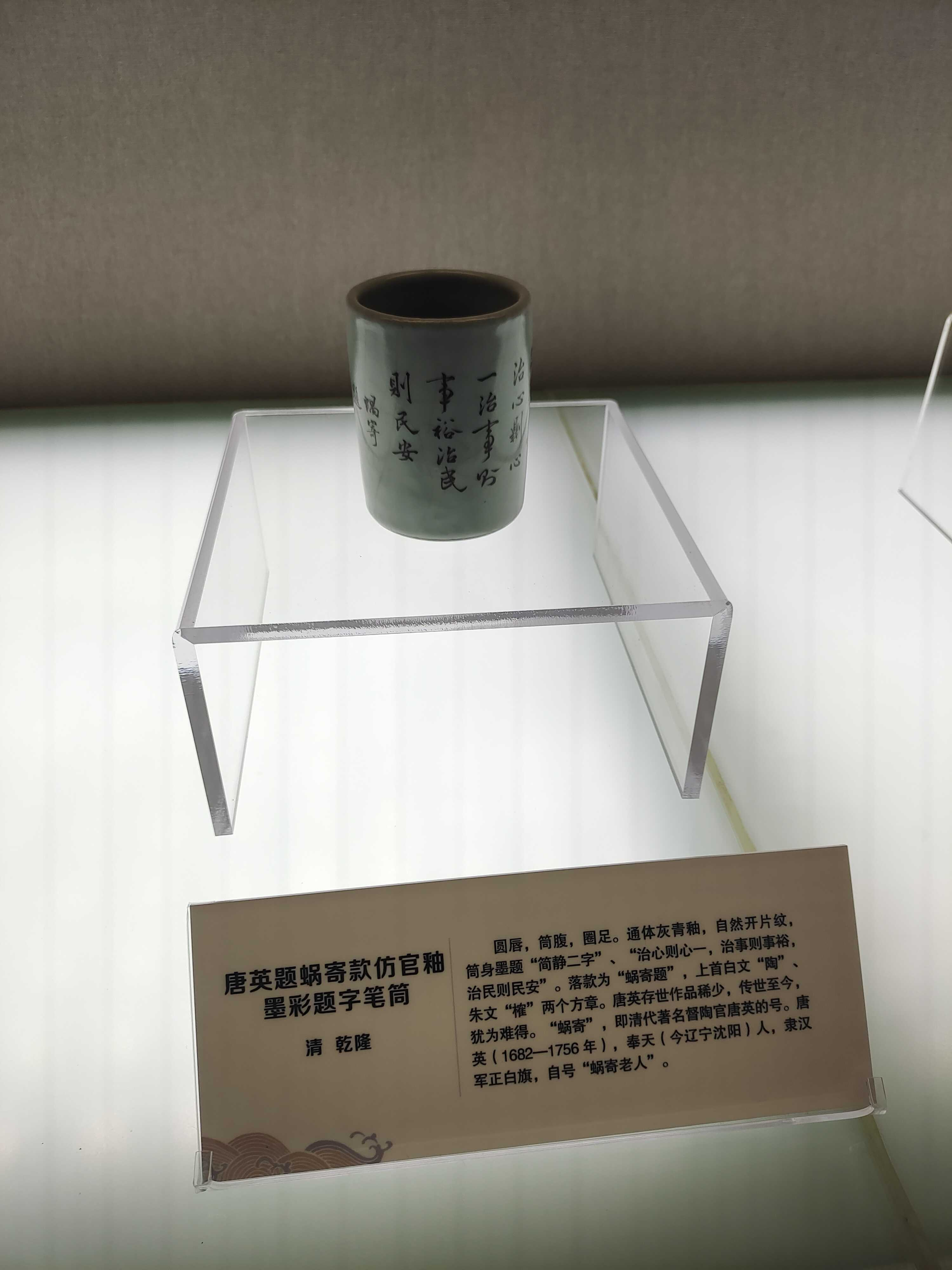
唐英題「蝸寄」款仿官釉墨彩題字筆筒，天津博物館藏

## 創作
在戲曲方面，唐英是一名崑曲傳奇作家，撰有雜劇《英雄報》、《長生殿補闕》、《十字坡》、《梁上眼》、《清忠譜正案》、《蘆花絮》、《三元報》、《傭中人》、《笳騷》、《女彈詞》、《虞兮夢》、《梅龍鎮》、《麵缸笑》，傳奇《轉天心》、《天緣債》、《巧換緣》、《雙釘案》等，凡十七種，收入其劇作集《燈月閒情》，又名《古柏堂傳奇》。另有《旗亭飲》、《野慶》兩種，未見傳本。又作《可姬小傳》一卷。
論其詩詞，在清《熙朝雅頌集》收其詩詞二十三首。著《陶人心語》集其詩文（大学士高斌、状元金德瑛等序，载《钦定八旗通志：艺文志》卷120），大学士高斌在其序言中写道：“唐俊公先生自少与予同侍内廷，长予一岁，顾先生之书画，法皆臻绝妙，又能诗善属文，才情掞发，声望卓然”。
为挚友镶黄旗满洲、大学士高斌的《固哉草亭诗文集》作序，又为高斌之兄总兵高述明的《积翠轩诗集》作序。
擅画美人图。故宮博物院、上海博物館、中國歷史博物館等處亦多有字畫收藏。

## 外部連結
[在维基数据编辑]
 《清史稿·卷505》，出自趙爾巽《清史稿》
 在维基共享资源阅览影像
- 王璦玲：〈「改崑調合絲竹天道人心」──論唐英之戲劇教化觀與其「經典性」思維之建構（页面存档备份，存于）〉。
- 清史稿—列傳二百九十二（页面存档备份，存于）
- 中國瓷網—陶瓷歷史概述
- 公益書庫 （页面存档备份，存于）
- 藏點—清代著名的書畫家督陶官唐英（页面存档备份，存于）
- 崑曲大雅－崑曲的歷史沿革（页面存档备份，存于）